# Arhiepiscop
Arhiepiscopul este episcopul unei dieceze (eparhii) importante din punct de vedere al dimensiunii, al istoriei sale sau al amândurora, și care se numește arhidieceză. Din punct de vedere al hirotonirii, arhiepiscopul este echivalent cu episcopul, dar are parte de mai multă reverență sau prestigiu. Atunci când un episcop devine arhiepiscop, el nu este hirotonit din nou, ci este doar instalat în noua sa poziție, de obicei printr-o ceremonie în cadrul liturghiei. Atunci când un preot devine arhiepiscop, el este consacrat episcop.
Arhiepiscopii nu au neapărat mai multă putere decât episcopii, dar le sunt încredințate dieceze (eparhii) cu o importanță mai mare. De cele mai multe ori, arhiepiscopii sunt și mitropoliți ai provinciilor ecleziastice din care fac parte arhidiecezele lor. În bisericile occidentale (Romano-Catolică și Anglicană), arhiepiscopii sunt de obicei și mitropoliți. Există însă și excepții. 
În Biserica Catolică există trei tipuri de arhiepiscopi non-metropolitani: 
- primul tip, care este și cel mai frecvent, este tipul arhiepiscopilor titulari ai unor arhidieceze istorice, care nu mai există (este cazul Nunților apostolici);
- al doilea tip este tipul arhiepiscopilor titulari ai unor arhidieceze scutite, care răspund direct Sfântului Scaun, și care deci nu sunt subordonate niciunei mitropolii (așa cum este Arhidieceza de Alba-Iulia), sau arhidieceze care nu sunt sedii de mitropolii dar sunt încadrate în provincii ecleziastice și răspund în fața unor arhidieceze-mitropolii (cazul arhiepiscopului de Avignon, care este sufragan arhiepiscopului de Marsilia).
- al treilea tip este tipul arhiepiscopilor ad-personam (titlu personal), care primesc titlul fără ca diecezele lor să fie ridicate la rangul de arhidieceze (este cazul Arhiepiscopului Nicolae Iosif Camilli, Arhiepiscop ad-personam și Episcop de Iași, sau al Arhiepiscopului George Guțiu, Arhiepiscop ad-personam și Episcop emeritus de Cluj-Gherla)

Arhiepiscopii non-metropolitani nu au dreptul de a purta omoforul, pentru că nu sunt totodată și mitropoliți.
În Bisericile răsăritene (catolice și ortodoxe), arhiepiscopii și mitropoliții sunt diferiți în întâietate, deși un mitropolit poate fi numit arhiepiscop-mitropolit. În Biserica Ortodoxă Greacă, arhiepiscopii sunt superiori mitropoliților și au aceleași drepturi ca mitropoliții Bisericilor orientale. Bisericile Orientale urmează tradiția ortodoxă slavonă în ce privește distincția dintre arhiepiscop și mitropolit. 